# Luis Martínez
Luis Enrique ("Neco") Martínez Rodríguez (Necoclí, 20 augustus 1978) is een Colombiaanse profvoetballer die tot de zomer van 2009 als doelman onder contract stond bij Sakaryaspor in de eerste divisie van de Turkse competitie.

## Clubcarrière
Luis Martínez speelde behalve voor Independiente Santa Fé ook voor Envigado FC en het Colombiaans voetbalelftal.

## Interlandcarrière
In de aanloop naar het WK voetbal 2006, waar Colombia zich niet voor wist te plaatsen, speelde het Zuid-Amerikaanse land op 30 mei 2006 een oefeninterland tegen het Pools voetbalelftal, dat zich wel had weten te kwalificeren. Colombia stond op een 1-0-voorsprong, toen Martínez de bal in zijn eigen doelgebied een lange trap naar voren gaf in de richting van de Poolse helft. De bal ging het hele veld over en vloog over iedereen heen om vervolgens eenmaal te stuiteren, en over de Poolse doelman Tomasz Kuszczak in het doel te belanden. Het doelpunt bleek de winnende treffer te zijn; Colombia won het duel met 2-1.
| Interlands van Luis Enrique Martínez voor Colombia | Interlands van Luis Enrique Martínez voor Colombia | Interlands van Luis Enrique Martínez voor Colombia | Interlands van Luis Enrique Martínez voor Colombia | Interlands van Luis Enrique Martínez voor Colombia | Interlands van Luis Enrique Martínez voor Colombia |
| №                                                  | Datum                                              | Wedstrijd                                          | Uitslag                                            | Competitie                                         | Goals                                              |
| Als speler van Independiente Santa Fe              | Als speler van Independiente Santa Fe              | Als speler van Independiente Santa Fe              | Als speler van Independiente Santa Fe              | Als speler van Independiente Santa Fe              | Als speler van Independiente Santa Fe              |
| -------------------------------------------------- | -------------------------------------------------- | -------------------------------------------------- | -------------------------------------------------- | -------------------------------------------------- | -------------------------------------------------- |
| 1                                                  | 8 juni 2003                                        | Colombia – Ecuador                                 | 0 – 0                                              | Vriendschappelijk                                  | 0                                                  |
| 2                                                  | 1 maart 2006                                       | Venezuela – Colombia                               | 1 – 1                                              | Vriendschappelijk                                  | 0                                                  |
| 3                                                  | 30 mei 2006                                        | Polen – Colombia                                   | 1 – 2                                              | Vriendschappelijk                                  | Goal                                               |
| 4                                                  | 4 juni 2006                                        | Colombia – Marokko                                 | 2 – 0                                              | Vriendschappelijk                                  | 0                                                  |